# 蓬特拉雷纳德哈卡
蓬特拉雷纳德哈卡，是西班牙阿拉贡自治区韦斯卡省的一个市镇。总面积48平方公里，总人口262人（2001年），人口密度5人/平方公里。